# Russell P. Sebold
Russell P. Sebold (Dayton, Ohio, 20 de agosto de 1928 - West Chester, Pensilvania, 7 de abril de 2014) fue un hispanista estadounidense, especialista en la literatura española del Neoclasicismo y el Romanticismo.

## Biografía
Bachiller en Artes magna cum laude por la Universidad de Indiana en Literatura Española (1949) y maestro en artes por Princeton (1951), fue discípulo en esta última universidad de Américo Castro. Obtuvo la beca Woodrow Wilson 1949-1950 y la Boudinot de Lenguas Vivas 1950-1951; se doctoró en Filosofía y Letras en Princeton en 1953 con una tesis sobre Sátira y novela en el Fray Gerundio del P. Isla. Fue profesor ayudante entre 1951 y 1953 y también en la Duke University (1955-1956), en la Universidad de Wisconsin en Madison (1956-1966) y catedrático de Literatura española (1966-1968) en la University of Maryland. Dirigió el Departamento de Lenguas Extranjeras (español, francés, portugués, italiano, alemán, ruso, árabe, hebreo, chino, japonés, lingüística) en la Universidad de Pensilvania (1966-1968), donde fue catedrático de Literatura española (1968-1998). Dirigió cuarenta y cinco tesis doctorales sobre temas de la Ilustración, el Neoclasicismo y el Romanticismo, temas en los que estuvo especializado, y dirigió la prestigiosa revista Hispanic Review entre 1968 y 1997. También fue nombrado catedrático Edwin B. y Leonore R. Williams de Lenguas Románicas (cátedra honoraria fundada y dotada por los señores cuyos nombres lleva); desde junio de 1998, fue profesor emérito. En 1984 fue nombrado doctor honoris causa por la Universidad de Alicante. Correspondiente de la Real Academia Española (1993) y de la Real Academia de Buenas Letras de Barcelona (1993); perteneció activamente a todo tipo de asociaciones de hispanistas y relacionadas con sus campos de estudio.

## Obras

### Ediciones
- José Francisco de Isla. Fray Gerundio de Campazas. Introducción, edición y notas de Russell P. Sebold, «Clásicos Castellanos», n. 148-151. Madrid: Espasa-Calpe, vol. I, 1960, XCVIII, 188 págs.; vol. II, 1962, 320 págs.; vol. III, 1963, XX, 196 págs.; vol. IV, 1964, 300 págs. Reimpresión 1975.
- Diego de Torres Villarroel. Visiones y visitas de Torres con don Francisco de Quevedo por la Corte. Edición, introducción y notas de Russell P. Sebold, «Clásicos Castellanos», n. 161. Madrid: Espasa-Calpe, 1966, XCVIII, 272 págs. Reimpresión 1976.
- Ignacio López de Ayala.Numancia destruida (tragedia). Edición, introducción y notas de Russell P. Sebold, «Biblioteca Anaya», n. 94. Salamanca-Madrid: Anaya, 1971, 152 págs.
- Ignacio de Luzán. La poética, o reglas de la poesía en general, y de sus principales especies. Edición, introducción y notas de Russell P. Sebold, «Textos Hispánicos Modernos», n. 34. Barcelona: Labor, 1977, 656 págs.
- Tomás de Iriarte, El señorito mimado / La señorita malcriada (comedias). Edición, introducción y notas de Russell P. Sebold, «Clásicos Castalia», n. 83. Madrid: Castalia, 1978, 551 págs. Reimpresión 1986.
- Gustavo Adolfo Bécquer (antología de crítica). Edición de Russell P. Sebold, «El Escritor y la Crítica» (Persiles, n. 155). Madrid: Taurus, 1985, 385 págs.
- Diego de Torres Villarroel. Vida. Estudio preliminar, edición y notas de Russell P. Sebold, «Temas de España» (Sección de Clásicos), n. 162. Madrid: Taurus, 1985, 361 págs.
- Gustavo Adolfo Bécquer. Rimas. Edición crítica de Russell P. Sebold, «Clásicos Castellanos», Serie Nueva, n. 22. Madrid: Espasa-Calpe, 1991, 371 págs.
- Diego de Torres Villarroel. Visiones y visitas con don Francisco de Quevedo. Edición de Russell P. Sebold, «Colección Austral», n. A204. Madrid: Espasa-Calpe, 1991, 385 págs.
- José Francisco de Isla. Fray Gerundio de Campazas. Edición de Russell P. Sebold, «Colección Austral», A257-A258. Madrid: Espasa-Calpe, 1992; dos tomos, 531 y 453 págs.
- José Cadalso. Noches lúgubres. Edición de Russell P. Sebold, «Clásicos Taurus», 23. Madrid: Taurus, 1993, 214 págs. Introducción monográfica de 152 págs.
- Francisco Gutiérrez de los Ríos, conde de Fernán Núñez. El hombre práctico, o discursos varios sobre su conocimiento y enseñanzas. Introducción, edición y notas de Jesús Pérez Magallón y Russell P. Sebold, Colección Mayor. Córdoba: CajaSur, 2000, 323 págs.
- José Cadalso. Cartas marruecas. Noches lúgubres. Ed. de Russell P. Sebold, «Letras Hispánicas», 78. Madrid: Cátedra, 2000, 410 págs.
- Ignacio López de Ayala, Numancia destruida, edición de Russell P. Sebold, Letras Hispánicas, 577, Madrid: Cátedra, 2005.

### Estudios
- "Tomás de Iriarte: poeta de «rapto racional»", Cuadernos de la Cátedra Feijoo, n. 11. Oviedo: Universidad de Oviedo, 1961, 67 p.
- El rapto de la mente. Poética y poesía dieciochescas. Madrid: Prensa Española, 1970, 268 p.
- Colonel Don José Cadalso, «Twayne's World Authors Series», n. 143. New York: Twayne Publishers, Inc., 1971, 187 págs.
- Cadalso: el primer romántico «europeo» de España. Madrid: Gredos, 1974, 294 págs.
- Novela y autobiografía en la «Vida» de Torres Villarroel. Esplugues de Llobregat: Ariel, 1975, 200 págs. El estudio principal contenido en este libro fue reimpreso en las Actas del Congreso sobre Torres Villarroel, celebrado en Salamanca, en 1995, págs. 105-140.
- Trayectoria del romanticismo español. Desde la Ilustración hasta Bécquer. Barcelona: Crítica, 1983, 225 págs.
- Descubrimiento y fronteras del neoclasicismo español. Madrid: Fundación Juan March / Cátedra, 1985, 121 págs.
- El rapto de la mente. Poética y poesía dieciochescas. Segunda edición aumentada (seis ensayos adicionales incorporados al contenido original), «Autores, Textos y Temas», n. 5. Barcelona: Anthropos, Editorial del Hombre, 1989, 350 págs.
- Bécquer en sus narraciones fantásticas,, Madrid: Taurus, 1989, 217 págs.
- (En colaboración con David T. Gies) Suplemento al tomo IV (Siglo XVIII) de Historia y crítica de la Literatura Española. Barcelona: Crítica, 1992, 300 págs.
- De ilustrados y románticos. Madrid: El Museo Universal, 1992, 228 págs. (Colección de treinta y cinco artículos publicados en el diario ABC entre 1985 y 1992).
- Gustavo Adolfo Bécquer. Leyendas. Estudio preliminar de Russell P. Sebold. Edición de Joan Estruch, Biblioteca Clásica, 99. Barcelona: Crítica, 1994.
- Cuatro capítulos en Historia de la literatura española. Siglo XVIII. Coord. Guillermo Carnero. Madrid: Espasa-Calpe, 1995: «Neoclasicismo y romanticismo dieciochescos», págs. 137-207; «El teatro de Tomás de Iriarte», págs. 541-207; «José de Cadalso, sus Noches lúgubres, su romanticismo», págs. 726-743; «Gaspar Melchor de Jovellanos y el drama romántico», págs. 823-836.
- Cinco capítulos en Historia de la literatura española. Siglo XIX (I). Coord. Guillermo Carnero. Madrid: Espasa-Calpe, 1997: «Los términos romanceso y romántico: su historia y su sentido», págs. 77-84; «Cronología y continuidad del romanticismo», págs. 84-89; «El paisaje, el yo sensible, el misticismo, el dolor, el satanismo», págs. 89-97; «Huida del presente y exotismo en las letras románticas», págs. 97-105; «La poesía romántica del siglo XIX como modelo literario», págs. 450-464.
- Dos capítulos en Historia de la literatura española, Siglo XIX (II). Coord. Leonardo Romero Tobar. Madrid: Espasa-Calpe, 1998: «Gustavo Adolfo Bécquer, Rimas: modernidad y poesía desnuda», págs. 255-273; «Gustavo Adolfo Bécquer, cuentista», págs. 376-394.
- Leandro Fernández de Moratín. El sí de las niñas. Pedro Antonio de Alarcón. El sombrero de tres picos. Edición de Jesús Pérez Magallón y Eva F. Florensa. Prólogo de Russell P. Sebold. Burgos: Caja de Ahorros del Círculo Católico, 1998.
- La perduración de la modalidad clásica. Poesía y prosa españolas de los siglos XVII a XIX. Salamanca, Ediciones Universidad de Salamanca, 2001. 270 páginas. (Publicado con ocasión de la concesión del Premio Internacional Elio Antonio de Nebrija para 2001 a Russell P. Sebold)
- La novela romántica en España. Entre libro de caballerías y novela moderna. Salamanca, Ediciones Universidad de Salamanca, 2002. 242 págs.
- Lírica y poética en España, 1536-1870. Crítica y Estudios Literarios. Madrid, Cátedra, 2003. 574 págs.
- Ensayos de meditación y crítica literaria (recogidos de las páginas del diario «ABC»). Salamanca, Ediciones Universidad de Salamanca, 2004. 512 págs.